# Skändla rös

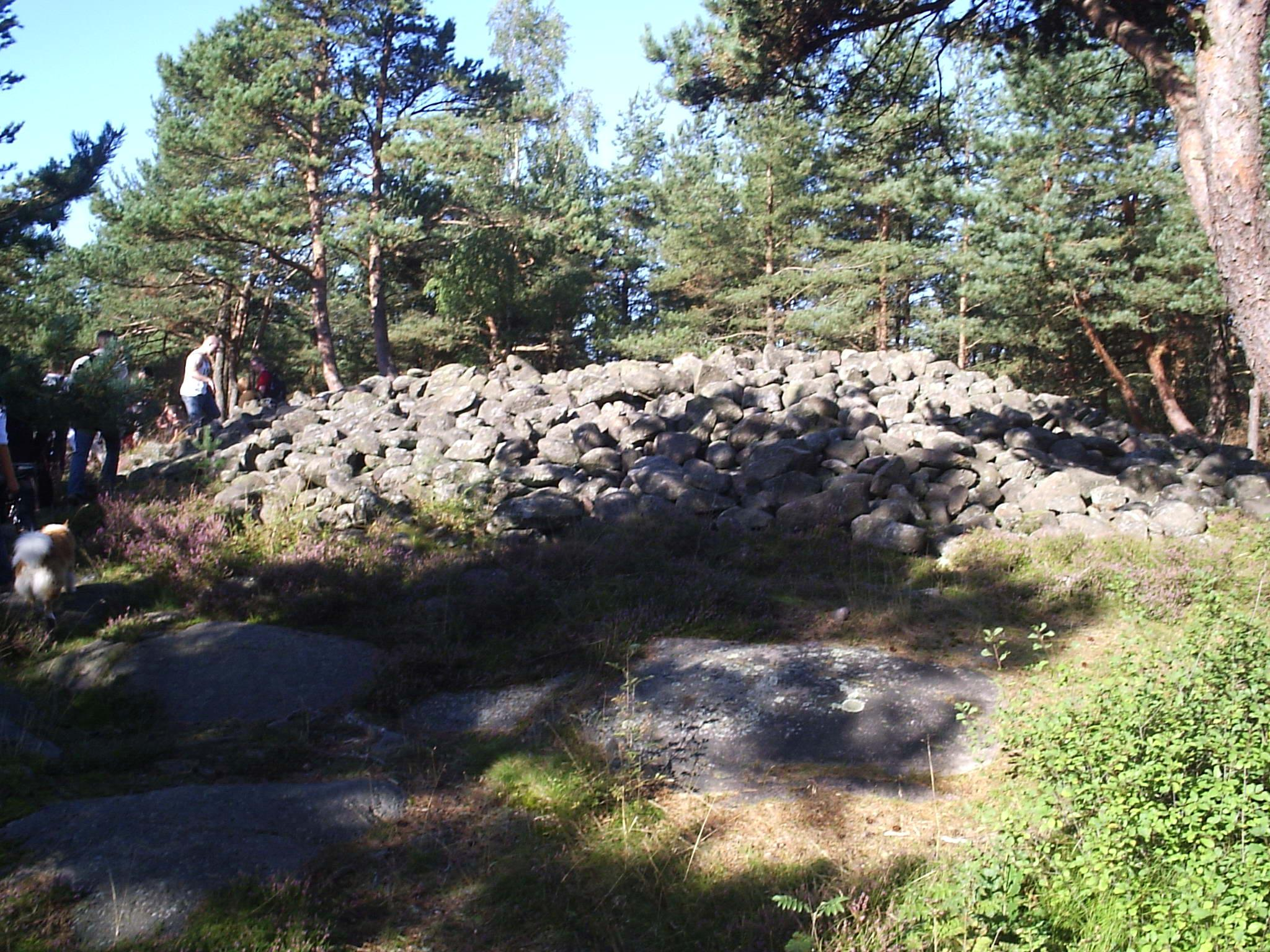
Skändla rös

Skändla rös är ett gravröse från bronsåldern i Säve socken på Hisingen i Göteborgs kommun. Röset ligger mellan Säve och Tuve, invid gränsen mellan Bohuslän och Västergötland. Denna gräns utgjorde innan freden i Roskilde 1658, gräns mellan Sverige och Norge. 
Gravröset är 18 meter i diameter och drygt två meter högt. Röset är välbesökt av arkeologer och arkeologiintresserade. Varje år arrangerar Svenska Naturskyddsföreningen en slåtterdag på ängarna invid röset, där man slår gräset för hand med bland annat lie.